# Valldeperes
Valldeperes es una localidad española del municipio de Pontils, perteneciente a la provincia de Tarragona, en la comunidad autónoma de Cataluña.

## Toponimia
El nombre del lugar puede encontrarse referido con las grafías Valldeperas y Valldeperes.

## Historia
A mediados del siglo XIX el lugar, ya perteneciente a Pontils, tenía contabilizada una población de 15 habitantes. La localidad aparece descrita en el decimoquinto volumen del Diccionario geográfico-estadístico-histórico de España y sus posesiones de Ultramar de Pascual Madoz de la siguiente manera:

VALLDEPERAS: cas. dependiente de Pontils en la prov. de Tarragona, part. jud. de Montblanch, aud. terr., c. g. de Barcelona. pobl.: 4 vec., 15 alm.
(Madoz, 1849, p. 589)

En 2022 la entidad singular de población tenía empadronados 16 habitantes y el núcleo de población 3 habitantes.